# Филипо Мария Висконти
Филипо Мария Висконти (на италиански: Filippo Maria Visconti; * 23 септември 1392, Милано, Синьория Милано; † 13 август 1447, Милано, Миланско херцогство) от фамилията Висконти, е 3-ти херцог на Милано от 1412 до 1447 г.

## Произход
Той е вторият син на Джан Галеацо Висконти (1351 – 1402), 1-ви херцог на Милано, и на втората му съпруга Катерина Висконти (1360 – 1404), дъщеря на чичо му Бернабо Висконти (1323 – 1385), господар на Милано. Има сестра, починала като бебе, и един брат – Джовани Мария (1388 – 1412), 2-ри херцог на Милано (1402 – 1412), съпруг на Антония Малатеста. Има и трима полубратя и една полусестра от първия брак на баща си, сред които Валентина Висконти, херцогиня на Орлеан, както и трима полубратя от извънбрачни връзки на баща си.

## Биография

### Детство
От детството животът на Филипо Мария е белязан от множество здравословни проблеми. Преди той и по-големият му брат Джовани Мария да бъдат заченати, майка му има няколко спонтанни аборта, вероятно дължащи се на факта, че съпругът ѝ е неин първи братовчед. Страхувайки се от липсата на потомци, което също е проблематично поради съображения за династична приемственост, двойката се заклева да посвети бъдещите си деца на Мадоната.
Катерина забременява с първородния си син Джовани през 1388 г., който се ражда същата година, а през 1392 г. се ражда брат му Филипо. И двете получават като второ име Мария, за да благодарят на Света Богородица за получената благодат. Въпреки че е обявен за здрав и силен, вероятно за да угоди на родителите си, малкият Филипо Мария страда от рахит от ранните си години, което му пречи, дори като възрастен, да ходи или да стои прав за дълги периоди.

### Граф на Павия (1402 – 1412)
През 1402 г. умира Джан Галеацо, който седем години по-рано, през 1395 г., получава издигането в ранг на херцог на Милано. Титлата и господството над огромните владения на Висконти преминават към най-големия син Джовани Мария, който, едва на тринадесет години, е поверен на попечителството на майка си Катерина, назначена за регентка. Малкият Филипо Мария обаче е изпратен в Павия, на територията, която завещанието на баща му му е отредило като графство.
Управлението на Джовани Мария е силно белязано от сблъсъци между противоположни политически фракции, които тогава се стремят към господство в бившето херцогство на Джан Галеацо. По време на битките кондотиерът Фачино Кане печели надмощие и успява да разпали съперничеството между младия херцог и регента. Решен да постигне целта си, той вижда резултата от работата си да се материализира през 1404 г., когато Джовани Мария арестува майка си и я затваря в замъка на Монца. Наистина ирония на съдбата, защото същият този замък ѝ е подарен от съпруга ѝ Джан Галеацо в деня на сватбата ѝ, 24 години по-рано. След около два месеца затвор Катерина умира в безразличието на големия политически смут. Само Филипо Мария се тревожи за нея, но без да може да направи много: закрепен зад стените на замъка на Павия, той безпомощно наблюдава разпадането на държавата, създадена от баща му и неговите предци, докато по-големият му брат все повече се противопоставя на аристокрацията и миланския народ.
Джовани Мария не запазва за по-малкия си брат отношението, запазено за майка му: 12-годишният Висконти всъщност е противник, поне за момента, от малко значение, като се има предвид крехкото му здраве и липсата на средства, с които той прекарва съществуването си в Павия. Съществуване, което от 1410 г. е поставено още повече под съмнение, тъй като през тази година Фачино Кане успява да окупира самата Павия.

### Дълго управление (1412 – 1447)
За Филипо Мария възможността за голяма промяна се появява през 1412 г., когато Фачино Кане умира, а брат му Джовани Мария е убит. Младият Филипо Мария получава наследства и от двамата: от съпругата на Фачино – 40-годишната Беатриче ди Тенда, която самият Фачино поверява на Филипо Мария (заедно със зестра от 400 000 дуката, войници и обширни владения, сред които градовете Новара, Алесандрия, Верчели, Тортона, и езерото Маджоре) в замяна на обещанието да се ожени за нея; от брат си пък наследява херцогската титла и властта над териториите, подчинени на Миланското херцогство. Наследството на последния със сигурност е по-трудно за управление от първото, тъй като държавата на Висконти е в ситуация на дълбока политическа и икономическа криза. Есторе Висконти, извънбрачен син на Бернабо, оспорва херцогството и е необходимо да се воюва с него, включително да се обсади Монца (1413 г.), където умира.
Филипо Мария – параноична и суеверна личност, но също така безскрупулна и цинична, показва значителни политически умения. Женейки се за Беатриче – брак, подкрепен от архиепископа на Милано Бартоломео Капра, и с икономическите и военни ресурси, донесени му от съпругата му като зестра, той успява да възстанови частично държавата. В началото отношенията между двамата съпрузи са добри. Беатриче получава от него прякото господство над много места, сред които Виджевано, Абиатеграсо, Понтекуроне, Вогера, Мортара и Монца. Шест години по-късно обаче Филипо Мария започва връзка с нейната придворна дама Аниезе дел Майно, която му ражда две дъщери – Бианка Мария Висконти, бъдеща наследница на Висконти, и Катерина Мария (Лучия). Филипо Мария решава да се отърве от съпругата си. Освен наличието на любовница за решението му допринася и фактът, че Беатриче е бездетна и много по-възрастна от него. Освен това той мрази бившия ѝ съпруг Фачино Кане и иска да заличи спомена за него завинаги. В допълнение към това Филипо Мария не понася силния характер на жена си, която се отнася към него почти като наставница. Така херцогът обвинява херцогинята в изневяра с трубадур на име Микеле Оромбели – приятел, който често я весели с лютня и песни. За да избегне всяка възможност за бунт, който да опита да освободи популярната херцогиня, на 23 август 1418 г. Филипо Мария нарежда да затворят вратите на Милано до обяд. Трубадурът заедно с две от придворните дами на херцогинята са арестувани и след мъчения са принудени да обвинят господарката си. Беатриче е арестувана и обвинена в изневяра и задкулисни машинации с враждебни на херцога посланици, след което е закарана в замъка в Бинаско. Там 46-годишната жена е измъчвана и въпреки че отрича скалъпените обвинения, на 13 септември 1418 г. тя, заедно с трубадура и двете придворни дами, е осъдена на смърт. Всички те са обезглавени в двора на замъка, а по-късно са заровени в обща яма.
Според народната традиция Беатриче е осъдена несправедливо, но това не пречи на Филипо Мария да бъде посрещнат с голяма любезност от папа Мартин V, когато последният минава през Милано същата година. Мартин V е тогавашен съюзник на херцога, с когото има взаимен интерес да разшири владенията си в Централна и Северна Италия.
След смъртта на Джорджо Орделафи, господар на Форли, когато синът му Тебалдо Орделафи е още малък, Филипо Мария Висконти, като възпитател на Теобалдо, е номиниран от Джорджо, се възползва от възможността да опита да завладее Романя (1423). Тогава избухва война с Флоренция, твърдо решена да се противопостави на неговите амбиции. Междувременно, наред с други неща, се повяват и швейцарците, но те са ефективно разбити в битката при Арбедо.
Франческо Бусоне, граф на Карманьола, валиден командир на войските на Филипо Мария, търпи тежко поражение по време на миланската експедиция до Неаполитанското кралство в помощ на Луи III Валоа-Анжуйски. Вследствие на това събитие, довело до отказа на Филипо Мария от експедицията до Неаполитанското кралство, графът на Карманьола решава да не остане с херцога на Милано, предавайки го в полза на Венецианската република. Венеция, след някои неуспехи от страна на флорентинците и убедена от граф на Карманьола, който вече не е на страната на Филипо, решава да се намеси (1425) в полза на флорентинците срещу Милано. Войната се премества в Ломбардия, през март 1426 г. графът на Карманьола подклажда бунта в Бреша, която самият той е завладял за Висконти пет години по-рано. След дълга обсада и унищожаването на херцогския флот, донесъл храна в обсадения град, Венеция завладява Бреша и източния бряг на езерото Гарда. Филипо Мария напразно моли император Сигизмунд Люксембургски за помощ. През 1426 г. той е принуден да приеме мир при условията, предложени от папа Мартин V, отстъпването на Бреша и връщането на на графа на Карманьола на всичките му притежания, отнети от Миланското херцогство. Мирът е зле приет както от населението на Милано, така и от императора и, именно неговите забележки дават на Филипо Мария предлог да поднови военните действия, които обаче водят до поражението при Маклодио (12 октомври 1427 г.), спомената и от Алесандро Манцони. Поражението е последвано от нов мир, сключен във Ферара с посредничеството на Николо д'Есте, което довежда до окончателната загуба на Бергамо и Бреша за Миланското херцогство.
През 1428 г., намирайки се в политическа безизходица, Филипо Мария прави всичко, за да се съюзи с Амадей VIII Савойски и затова се жени за Мария Савойска: поради спешността на събитията не се интересува от зестрата и отстъпва Верчели, а в последвалия период обръща негодуванието от ситуацията, в която се бе оказал, към младата си съпруга. През 1431 г. венецианецът Габриеле Колдумер, враждебен към Висконти, става папа под името Евгений IV. Филипо Мария Висконти отстъпва Форли и Имола на папата, също и поради факта, че Херцогство Ферара, Херцогство Мантуа, Маркграфство Монферат и Савойското херцогство се изправят срещу него.
През 30-те години на XV век Филипо Мария Висконти участва в борбата за наследство в Неаполитанското кралство между Анжуйците и Арагонците. През 1433 г. Алфонсо V Арагонски успява да се наложи пред кралица Джована II Анжуйска от Неапол като наследник на кралството, но по-късно, когато херцогът на Калабрия Луи III Анжуйски умира, Джована II Анжуйска признава брат му Рене за свой наследник. През февруари 1435 г. самата кралица умира, като всъщност оставя кралството на Рене. И папа Евгений IV, феодален суверен на кралството, не одобрява за крал Алфонсо. Затова Алфонсо Арагонски, придружен от братята си Хуан и Енрике, към които също се присъединява и Педро, се завръщат в Неаполитанското кралство, окупират Капуа и обсаждат Гаета. След това арагонската флота се изправя срещу генуезката флота, която от името на Висконти ще направи доставки на обсадената Гаета, но Алфонсо и братята му са победени в битката при Понца и са взети в плен от генуезците (само Педро успя да избяга с две галери; майка им Елеонора д’Албуркерке умира от скръб малко след като получава вестта за залавянето на трима от синовете си).
Пленен от генуезеца Биаджо Асерето, Алфонсо е предаден на Филипо Мария Висконти, от чието име генуезката флота пътува до Гаета, и е хвърлен в затвора. Когато успява да бъде приет от херцога, през октомври същата година Алфонсо успява да го убеди да бъде освободен, без да плати откуп. Арагонецът е признат вече и за крал на Неапол. Този ход струва много скъпо на Филипо Мария, защото Генуа се чувства предадена, въстава чрез Франческо Спинола и отново се провъзгласява за независима република.

### Последни години
През късната пролет на 1446 г., в условията на влошаване на здравословното му състояние, Филипо Мария мисли да се погрижи за спасението на душата си, като назначава група богослови, които да разрешат съмнението му дали „временен господар може да бъде спасен от Бог“. Успокоен от отговора на колегията от учени, които го убеждават, че за спокойствието на държавата следва да помисли за наследяването, Филипо Мария прави опит за сближаване с Франческо I Сфорца и дъщеря си Бианка Мария. Поддръжниците на Сфорца в двора на Филипо виждат в Бианка Мария (и следователно в съпруга ѝ) естествения наследник и преди всичко този, който (със съпруга си) ще ги защити от венецианската алчност. Франческо, на когото вече са известни колебаещите се настроения на тъста му, се поколебава и отлага завръщането си в Милано, като иска гаранции в замяна на обещанията на тъста си и предпочита да изчака. Преговорите са удължени и са прекратени поради прекомерния ентусиазъм, с който се очаква Сфорца в Милано.
Агонията на Филипо Мария предизвиква истинска конкуренция за наследяване. Сред претендентите, освен Франческо Сфорца, има и някои чуждестранни суверени: Шарл Орлеански, син на Валентина Висконти; Алфонсо V, крал на Арагон; Лудвиг Савойски, брат на Мария Савойска. Претенцията на Шарл Орлеански се основава на завещанието на Джан Галеацо Висконти, което предвижда, че при липса на мъжки потомци линията на наследяване трябва да бъде тази на дъщеря му Валентина. Въпреки това някои талантливи юристи, включително Енеа Силвио Пиколомини, твърдят, че титлата трябва да бъде върната на императора. Единственият, който би могъл да го изясни, е самият Филипо Мария, който обаче е загубил всякакъв интерес към управлението на херцогството и на тревожните въпроси за наследството отговаря, че „след него всичко ще се разруши“.
На 6 август той се отказва от лечението си и на 11 август претърпява рязко влошаване. През нощта между 12 и 13 август поисква да бъде обърнат с лице, към стената, и малко след това умира на 54 г., изолиран и самотен, както е живял. Той е последният Висконти по мъжка линия. Наследен е през 1450 г. от зет си Франческо I Сфорца.

## Личност
Във Филипо Мария Висконти лудостта, преминаваща през династията Висконти от поколения, не се проявява с перверзно насилническите нагласи, характерни за брат му Джовани Мария и за някои предшественици, а по-скоро с параноична мизантропия, която го води до това да живее напълно изолиран в крепостта Порта Джовия и да плете своите заговори оттам, заобиколен от малка група лоялни към него. Хипохондричен и маниакално подозрителен дори към членовете на семейството си, които са постоянно наблюдавани от мрежа от шпиони, и дори изповедниците на съпругата и любовницата му докладват всяка тяхна дума пред него.
Филипо Мария също е изключително суеверен, обгражда се с астролози, натоварени да му казват най-благоприятното място и време за всяко действие. Интересува се от карти за игра. Той създава картите Таро.
Въпреки това той има големи политически умения и способността да избира и ръководи отлични кондотиери (Франческо Бусоне, граф на Карманьола, Джакомо Атендоло Сфорца, Николо Пичинино), което му позволява да върне Миланското херцогство към престижа, на който се радва по времето на Джан Галеацо Висконти.

## Брак и потомство
Омъжва се два пъти:
1. ∞ 1412 вероятно в Павия за Беатриче ди Тенда (* ок. 1372, Танд; † 13 септември 1418, замъка в Бинаско), от която няма деца. Заради любовницата си Аниезе дел Майно решава да се отърве от съпругата си и скалъпва фалшиво обвинение в изневяра. На 13 септември 1418 г. Беатриче след унизителни изтезания е обезглавена в двора на неговия замък в Бинаско.
2. ∞ 2 декември 1427 за Мария Савойска (* кр. на януари 1411, Шамбери, Савойско графство; † 22 февруари 1469, Вигоне, Савойско херцогство), дъщеря на граф и после херцог Амадей VIII Савойски (антипапа Феликс V), от която няма деца.

От любовницата си Аниезе дел Майно (* ок. 1401, † сл. 13 август 1447), дъщеря на Амброджо дел Майно, пфалцграф и херцогски квестор, има две извънбрачни дъщери:
- Бианка Мария Висконти (* ок. 1424, † 23 октомври 1468); ∞ 1441 за Франческо I Сфорца (1401 – 1466), херцог на Милано.
- Лучия, известна като Катерина Мария († 1426), починала няколко дни след раждането си.

- Беатриче ди Тенда,
 първа съпруга
- Мария Савойска,
 втора съпруга
- Бианка Мария,
 дъщеря